# Newton-by-the-Sea
Newton-by-the-Sea est une paroisse civile du Northumberland, en Angleterre. La population de la paroisse civile au recensement de 2011 était de 212 habitants.